# Дело «Эстамиров и другие против России»
Дело «Эстамиров и другие против России» — судебный процесс, инициированный жалобой Руслана Хасмагомедовича Эстамирова, Лейлы (Лайлы) Хасмагомедовны Яндаровой, Совдат Хасмагомедовны Дакаевой, Хабират Хасмагомедовны Заурбековой, Хабиры Хасмагомедовны Таташевой (сестры Руслана Эстамирова), Яхи Эстамировой (их мать) и Хусейна Хожакмедовича Эстамирова (племянник Руслана Эстамирова) против Российской Федерации, поданной ими в Европейский суд по правам человека (ЕСПЧ) 4 августа 2000 года. Согласно жалобе, их родные, проживавшие в Грозном, были убиты федеральными военнослужащими 5 февраля 2000 года.

## Убийство
До 1999 года заявители постоянно проживали в Октябрьском районе Грозного по улице Подольской, дом 1. Заявители жили в двух соседних домах с общим двором. Во время первой чеченской войны один дом сгорел, а второй был повреждён попаданием бомбы. После окончания войны один из домов был восстановлен заявителями. Получить компенсацию за причинённый ущерб им не удалось из-за несоблюдения некоторых процессуальных формальностей.
После начала второй чеченской войны Руслан Эстамиров, его мать и 4-летний племянник Хусейн Эстамиров (последний из заявителей) уехали в Ингушетию. В Грозном осталась часть семьи: Хасмагомед Эстамиров (1933 года рождения, отец первого заявителя), Хожахмад Эстамиров (1963, брат первого заявителя), Тоита Эстамирова (1971, беременная жена Хожахмада Эстамирова), Хасан Эстамиров (родился в январе 1999 года, сын Хожахамада и Тоиты Эстамировых), Саид-Ахмед Масаров (двоюродный брат Хасмагомеда Эстамирова, 1950). Родные пытались убедить Хасмагомеда Эстамирова, который был инвалидом и пенсионером, покинуть Грозный, но им это не удалось.
В феврале 2000 года Эстамировым, выехавшим в Ингушетию, стало известно о гибели своих родных, оставшихся в Грозном. Тела брата и отца Руслана Эстамирова были обнаружены во дворе дома, частично сожжённое тело дяди находилось на пороге доме. Невестка, бывшая на последнем месяце беременности, и её сын лежали в углу двора. Все тела имели следы огнестрельных ран. Кольца на руках невестки отсутствовали. Пустой кошелёк Хасмагомеда Эстамирова лежал на земле. Многие вещи отсутствовали. Были сожжены коровник, в котором находились два телёнка, и стоявшая в гараже машина. Дядя Руслана Эстамирова, обнаруживший тела, завернул их в куски ткани и похоронил рядом с домом.

## Расследование российских властей
22 февраля 2000 года Яха Эстамирова направила в Генеральную прокуратуру России жалобу с просьбой расследовать убийство пяти своих родственников, расхищение и уничтожение принадлежащего им имущества, совершённые в ходе зачистки 5 февраля 2000 года.
4 апреля 2000 года Руслан Эстамиров и Лейла Яндарова отправились в Грозный. 8 апреля ими была произведена эксгумация. При этом присутствовали сотрудники милиции, у одного из которых был фотоаппарат. Эксгумации происходила без патологоанатома, судмедэкспертиза не производилась. Материал, в который были завёрнуты тела, убирался только с лиц. Тела были перезахоронены на кладбище в селе Пригородное. Октябрьским РОВД Грозного была выдана справка о том, что насильственный характер смерти установлен и материалы переданы в прокуратуру. Сотрудниками милиции на месте преступления были собраны вещественные доказательства.
По утверждениям заявителей, преступление произошло 5 февраля — в тот же день, что и массовое убийство в Новых Алдах. Новые Алды расположены в полутора километрах от места проживания семьи Эстамировых. В соответствии с заявлениями гуманитарных организаций, в ходе зачистки погибли, по разным данным, от 56 (общество «Мемориал») до 60 («Human Rights Watch») человек. Правозащитные организации обвиняют в совершении этого преступления представителей российских силовых структур. В докладе «Мемориала» имена убитых членов семьи Эстамировых фигурируют среди имён других людей, убитых в ходе зачистки в Новых Алдах.
Военная прокуратура СКВО 21 апреля 2000 года отправила ответ правозащитному центру «Мемориал» письмо. В нём говорилось, что военные, находящиеся в юрисдикции прокуратуры, не производили зачисток и проверок паспортного режима в указанный период, поэтому уголовное дело прекращается за отсутствием состава преступления. Зачистка, проводившаяся в Новых Алдах, производилась Санкт-Петербургским и Рязанским ОМОНом, которые не находятся в ведении военной прокуратуры.
8 августа того же года заявители обратились с гражданским иском против Министерств обороны, внутренних дел и финансов России в российский Верховный суд. Они указали, что их родные были убиты, а их имущество разграблено и уничтожено 5 февраля 2000 года, когда Грозный контролировался федеральными силами. 31 августа Верховный суд отказал истцам на основании отсутствия юрисдикции. Заявителям порекомендовали обратиться в районный суд.
Прокурор Чечни 4 декабря 2000 года проинформировал организацию «Human Rights Watch», что 14 апреля того же года прокуратурой возбуждено уголовное дело по статье «Убийство одного и более лиц» и дело находится под контролем республиканской прокуратуры.
Целый ряд обращений заявителей и правозащитных организаций в правоохранительные и судебные органы остались без ответа. Следствие несколько раз приостанавливалось и возобновлялось. По меньшей мере семь раз менялись следователи по делу. Более половины материалов были составлены 20-24 июля 2003 года. Расследование грозненской городской прокуратуры не привело к заметным результатам. Не была установлена войсковая часть, служащие которой совершили преступление, никому не было предъявлено обвинение.

## Расследование Европейского суда
В мае 2005 года Европейский суд признал жалобу приемлемой. В ответ на просьбу предоставить материалы дела российская сторона ответила, что следствие продолжается и виновные ещё не выявлены. Также указывалось, что следствие не выявило связи между этим преступлением и зачисткой в Новых Алдах, поэтому нет оснований для объединения этих дел. Кроме того, предоставление некоторых материалов дела нарушит ст. 161 Уголовно-процессуального кодекса Российской Федерации, так как в них содержится конфиденциальная информация. Правительством России была предоставлена копия одного тома дела с 50 документами из 97 по описи.
На месте преступления были обнаружены следы танка или БМП и пустые бутылки из-под водки. На воротах дома была надпись «4.II.2000». Согласно свидетельствам местных жителей, в районе преступления 4 февраля проводилась зачистка. Никто из членов семьи Эстамировых не имел отношения к сепаратистам. Также у них не было ни с кем неприязненных отношений. Было установлено, что последние группы боевиков оставили город 3 февраля, поэтому на момент предполагаемой даты совершения преступления город находился под полным контролем федеральных сил.
В июне 2000 года баллистическая экспертиза показала, что гильзы и пули относятся к, по меньшей мере, четырём различным автоматам Калашникова калибром 7,62 и 5,45 мм.
21 июля 2003 года судмедэксперт показал, что переданные ему материалы не содержали описания тел, поэтому не могли использоваться для проведения экспертизы. Также им было сказано, что эксгумация была бы бесполезной, поскольку в то время в Грозном не было ни одной судебно-медицинской лаборатории. По этим причинам эксперт не смог ответить ни на один вопрос по существу дела.
Представители российской стороны требовали признать неприемлемость жалобы, так как истцы не исчерпали всех внутригосударственных возможностей правовой защиты. Заявители оспаривали это требование, поскольку многие их запросы оставались без ответа и последствий, властью не были приняты необходимые меры для сбора доказательств и установления виновных, их не информировали о ходе следствия, не была проверена версия участия военнослужащих федеральных сил в преступлении. Обращение в районный суд не может быть эффективным, поскольку отсутствуют результаты уголовного расследования. Кроме того, гражданский иск не может помочь в установлении виновных в совершении преступления. Суд счёл, что для исчерпания средств правовой защиты истцы не обязаны были обращаться к гражданско-правовым средствам, поэтому возражения представителей официальных властей по этому вопросу были отвергнуты.
Также истцы утверждали, что официальное расследование было неэффективным. Оно шло медленно, властью не были приняты все необходимые меры для установления фактов и виновных, заявители не были признаны потерпевшими и не информировались о ходе следствия. Официальные представители оспаривали это утверждение, поскольку в этот период расследование было связано с целым рядом трудностей. Кроме того, родные возражали против эксгумации и проведения экспертиз. Суд установил, что власти были проинформированы о преступлении в начале февраля 2000 года, следователи пришли на место в апреле того же года, а следствие началось через несколько дней, что не способствовало эффективности следственных действий. Следствие было связано с необъяснимыми задержками. Большинство документов дела составлены в июле 2003 года. Баллистическая экспертиза была проведена в середине 2000 года, а результаты были направлены в соответствующие органы через три года. Эти и другие задержки однозначно свидетельствуют о неэффективности следственных мероприятий. Кроме того, в материалах дела содержатся серьёзные ошибки, искажающие его суть.
Не была проведена судебно-медицинская экспертиза. Только один из заявителей был допрошен следователями. Заявители не были признаны потерпевшими. Участие родственников погибших в следственных мероприятиях не было обеспечено никаким иным способом. Их не информировали о ходе и результатах следствия. Официальными властями не было дано никаких объяснений по этим фактам. Таким образом, властями не были обеспечены ответственность перед общественностью и гарантии соблюдения интересов заявителей.
Расследование несколько раз приостанавливалось. Надзирающими прокурорами указывались недостатки следствия, которые, однако, не были исправлены. Поскольку заявители не были признаны пострадавшими, они не могли никак влиять на ход следствия. Поэтому обжалование истцами результатов следствия не могло исправить его ошибки. По этим основаниям суд отклонил возражения официальных властей по вопросу эффективности следствия и установил, что в данном случае было нарушено требования ст. 13 Европейской конвенции по правам человека (право на эффективное расследование).
Заявители утверждали, что имеется большое число доказательств, что их родственники были убиты агентами государства. Официальные власти возражали, что следствие не окончено, поэтому для таких утверждений нет оснований. Судом было отмечено, что ст. 161 УПК РФ не запрещает передачу материалов ведущегося следствия, а ограничивает её количество. Официальные представители не указали оснований, по которым они не могут быть представлены. При рассмотрении аналогичных дел официальными российскими представителями материалы дел предоставлялись без отсылки к ст. 161. Суд отметил, что в деле имеется достаточное число доказательств того, что убийство произошло 5 февраля, когда город находился практически под полным контролем федеральных сил. Таким образом, суд посчитал установленным, что преступления были совершены федеральными военнослужащими и имело место нарушение ст. 2 Европейской конвенции (право на жизнь).
По итогам расследования Европейский суд принял решение, что российская сторона должна выплатить:
- 2076 евро первому заявителю и 5675 евро второму заявителю возмещения материального ущерба;
- по 35 тысяч евро двум первым заявителям, по 10 тысяч евро третьему, шестому и седьмому заявителям, 50 тысяч евро четвёртому заявителю и 70 тысяч евро пятому заявителю в возмещение морального ущерба;
- 11637 евро компенсации расходов;
- любые налоги, которыми могут облагаться эти суммы.